# Кирмоя
Кирмоя — ручей в России, протекает по территории Янегского и Алёховщинского сельских поселений Лодейнопольского района Ленинградской области. Длина ручья — 12 км.

## Общие сведения
Ручей берёт начало из ламбины без названия и далее течёт преимущественно в юго-западном направлении по заболоченной местности.
Кирмоя в общей сложности имеет шесть малых притоков суммарной длиной 12 км.
Втекает в реку Шапшу, впадающую в реку Оять, левый приток Свири.
Населённые пункты на Кирмоя отсутствуют.
Код объекта в государственном водном реестре — 01040100812202000013106.